# Michel Kafando
Michel Kafando (* 18. srpna 1942 Ouagadougou) je burkinafaský diplomat, který v letech 2014–2015 zastával funkci prozatímního prezidenta Burkiny Faso. Ve vládě v letech 1982 až 1983 působil jako ministr zahraničí a následně od roku 1998 do roku 2011 jako stálý zástupce Burkiny Faso při Organizaci spojených národů.
Po rezignaci prezidenta Blaisea Compaorého během masových protestů dne 31. října 2014 byl Kafando vybrán, aby po dobu přechodného ročního období stál ve vedení země jako prezident, a to do konání následujících voleb. Přísahu složil dne 18. listopadu 2014. V září 2015 byl Kafando na krátkou dobu sesazen Prezidentskou bezpečnostní gardou v rámci státního převratu, během jednoho týdne byl však znovu dosazen do funkce.

## Mládí a vzdělání
Michel Kafando se narodil 18. srpna 1942 v Ouagadougou. V letech 1956 až 1963 navštěvoval školu Collège Jean-Baptiste de la Salle, kde absolvoval středoškolské vzdělání a získal bakalářský titul v oboru přírodních věd. V roce 1969 získal bakalářský titul v oblasti veřejného práva na Univerzitě v Bordeaux, v roce 1972 pak diplom z politických studií v Paříži a další diplom na Institutu mezinárodních a rozvojových studií v Ženevě. V roce 1990 získal doktorát z politologie na pařížské Sorbonně. 
Je ženatý s Marií Kafando s níž má jedno dítě.

## Diplomatická kariéra
V letech 1982 až 1983 Kafando působil jako ministr zahraničních věcí Horní Volty (dřívější název Burkiny Faso) a stal se jediným členem vlády, který si svůj post udržel i po státním převratu majora Jeana-Baptisty Ouédraoga v listopadu 1982. V roce 1982 zároveň zastával funkci místopředsedy Valného shromáždění Organizace spojených národů. Vedl četné delegace na zasedání Organizace africké jednoty (OAJ) a byl místopředsedou Afrického centra pro ochranu životního prostředí (nevládní organizace).
Zastával rovněž funkci stálého zástupce Horní Volty při OSN a velvyslance v Kubě, než byl podruhé jmenován stálým zástupcem při OSN. Své pověřovací listiny předal generálnímu tajemníkovi OSN Kofimu Annanovi dne 15. dubna 1998. V září 2008 a v prosinci 2009 předsedal Radě bezpečnosti OSN.
5. května 2017 byl jmenován zvláštním vyslancem generálního tajemníka OSN. V této funkci se podílel na podpoře mírového procesu v Burundi a politického dialogu ve Východoafrickém společenství.

## Přechodný prezident (2014–2015)
31. října 2014 byl dlouholetý prezident Blaise Compaoré donucen rezignovat v důsledku nepokojů, které vyvolaly jeho snahy o zrušení omezení počtu prezidentských mandátů, aby mohl znovu kandidovat. Moc v zemi dočasně převzala armáda pod vedením podplukovníka Isaaca Zidy, po tlaku z mezinárodní sféry však byla přiměna předat řízení civilním orgánům. 17. listopadu 2014 byl Michel Kafando jmenován přechodným prezidentem Burkiny Faso radou pověřenou výběrem kandidáta. Svou přísahu složil dne 18. listopadu 2014, následující den pak jmenoval Zidu premiérem. V přechodné vládě, která byla ustavena 23. listopadu, si Kafando ponechal portfolio ministra zahraničních věcí.
19. července 2015, uprostřed rostoucího napětí mezi armádou a premiérem Zidou, zbavil Kafando Zidu funkce ministra obrany a sám ji převzal. Současně při tomto kroku převzal i ministerstvo bezpečnosti, které do té doby vedl Zidův spojenec Auguste Denise Barry. V rámci téhož přesunu ve vládě jmenoval Moussu Nébiého svým nástupcem ve funkci ministra zahraničních věcí.
16. září 2015, dva dny po doporučení Národní komise pro usmíření a reformy rozpustit Prezidentskou bezpečnostní gardu (RSP), zadrželi členové RSP prezidenta Kafanda a premiéra Zidu. Náčelník generálního štábu, brigádní generál Pingrenoma Zagré, vyzval členy RSP, aby složili zbraně, a ve svém prohlášení jim slíbil, že pokud se vzdají pokojně, nebude jim ublíženo.
Kafando podle dostupných informací setrvával v domácím vězení až do 21. září, kdy dorazil do rezidence francouzského velvyslance, oficiální armáda vydala RSP ultimátum, aby se vzdala do rána 22. září. Kafando byl znovu uveden do úřadu při slavnostním ceremoniálu dne 23. září za přítomnosti představitelů organizace ECOWAS. Na postu prezidenta byl vystřídán 29. prosince 2015 Rochem Marcem Christianem Kaborém který zvítězil v demokratických volbách v listopadu 2015.

### Postprezidentská kariéra
Během května 2017 byl Kafando jmenován velvyslancem OSN v Burundi.